# Route nationale 306
Die Route nationale 306, kurz N 306 oder RN 306, war eine französische Nationalstraße, die 1933 zwischen Porte de Châtillon in Paris und Rambouillet festgelegt wurde. Zwischen der Stadtgrenze von Paris und der N186 handelt es sich um die RD29 im weiteren Verlauf bis Saclay hinaus um die Gc73. 1949 wurde sie über die Trasse der N10 nach Lèves verlängert, da die N10 eine neue Führung erhielt. 1973 wurde sie wieder bis Rambouillet verkürzt und 1978 mit der Abstufung zwischen Petit-Clamart und Saclay zweigeteilt. 1991 wurden weitere Abschnitte abgestuft, so dass nur noch der Teil zwischen Saclay und Courcelles-sur-Yvette überblieb. Seit 2006 verbindet sie nur noch die N118 mit der A86.

## N306a
Die N306A war von 1933 bis 1973 ein Seitenast der N306, der in Le Petit-Clamart von dieser abzweigte und zur N187 in Sèvres verlief. Sie wurde dann in N406 umnummeriert und 1980 abgestuft. 1933 trug die Straße kurzzeitig die Nummer N187A. Ihre Länge betrug 5,5 Kilometer.